# 5475 Hanskennedy
5475 Hanskennedy este o planetă minoră (asteroid) din centura de asteroizi. A fost descoperită pe 26 august 1989 la Observatorul Siding Spring de Robert H. McNaught. 
Obiectul prezintă o orbită caracterizată de o semiaxă mare de 1,9181797 UAi, o excentricitate de 0,12, o înclinație de 24,15103 ° în raport cu ecliptica.